# Nie opuszczaj mnie (film 2009)
Nie opuszczaj mnie – polsko-niemiecki film obyczajowy z 2009 roku w reżyserii Ewy Stankiewicz i na podstawie jej scenariusza.
Film przedstawia dramaty ludzi, których bliscy chorują i umierają na raka. Joanna (Agnieszka Grochowska) przeżywa chorobę i śmierć matki (Grażyna Barszczewska).
Film kończy piosenka Jacques’a  Brela Ne me quitte pas (Nie opuszczaj mnie) w tłumaczeniu Wojciecha Młynarskiego, śpiewana przez Ingę Lewandowską-Stankiewicz.

## Obsada
- Agnieszka Grochowska jako Joanna
- Grażyna Barszczewska jako matka Joanny
- Wojciech Zielińśki jako Łukasz
- Daniel Olbrychski jako Jowisz
- Monika Radziwon jako Kaśka
- Piotr Miazga jako Kuba
- Szymon Czacki jako Bartek
- Marcin Czarnik jako Piotr
- Genowefa Wydrych jako portierka w szpitalu
- Grzegorz Stosz jako ojciec Kuby

i inni